# The Beatles (album)
Cet article concerne l'album. Pour les autres significations, voir The Beatles (homonymie).
Albums britanniques des Beatles
Sgt. Pepper's Lonely Hearts Club Band
(1967) Yellow Submarine
(1969)
Albums nord-américains des Beatles
Magical Mystery Tour
(1967) Hey Jude
(1970)
The Beatles, habituellement surnommé Album blanc (White Album), ou quelquefois Double blanc, à cause de sa pochette extérieure entièrement blanche, est un double album des Beatles sorti le 22 novembre 1968 contenant trente chansons originales. C'est le neuvième album du groupe mais le premier  sous leur propre label, Apple Records. Les premières éditions sont numérotées individuellement.
L'album est un nouveau tournant musical dans la carrière des Beatles. Exploré en long et en large depuis Revolver jusqu'à Magical Mystery Tour, le psychédélisme laisse place à un retour vers le rock 'n' roll, des arrangements plus simples et des textes moins philosophiques. Les guitares acoustiques sont ainsi souvent préférées aux sonorités complexes de Sgt. Pepper, puisque c'est sur cet instrument qu'ont été écrites la plupart des chansons, durant le séjour du groupe dans le nord de l'Inde, à Rishikesh dans l'ashram du Maharishi Mahesh Yogi.
Paul McCartney s'affiche en brillant touche-à-tout, abordant une large palette de genres musicaux, George Harrison affirme ses talents d'auteur-compositeur, Ringo Starr enregistre une première composition, alors que John Lennon va de plus en plus loin dans l'introspection, faisant parfois dans la dérision et se montre aussi iconoclaste ou mordant, et surtout, chante son amour pour sa nouvelle âme sœur, Yoko Ono. La présence de cette dernière dans les studios d'enregistrement est d'ailleurs un facteur de tensions.
Malgré de nombreuses difficultés dues à une mésentente croissante au sein du groupe durant sa réalisation, la formule de cet album double fonctionne, puisque le succès du disque est colossal. Ce sera la troisième meilleure vente d'album du groupe, après Sgt. Pepper et Abbey Road, et le plus vendu sur le territoire américain, avec plus de 20 millions d'exemplaires écoulés. Il reste ainsi en tête des hit-parades pendant huit semaines au Royaume-Uni et neuf aux États-Unis.

## Composition

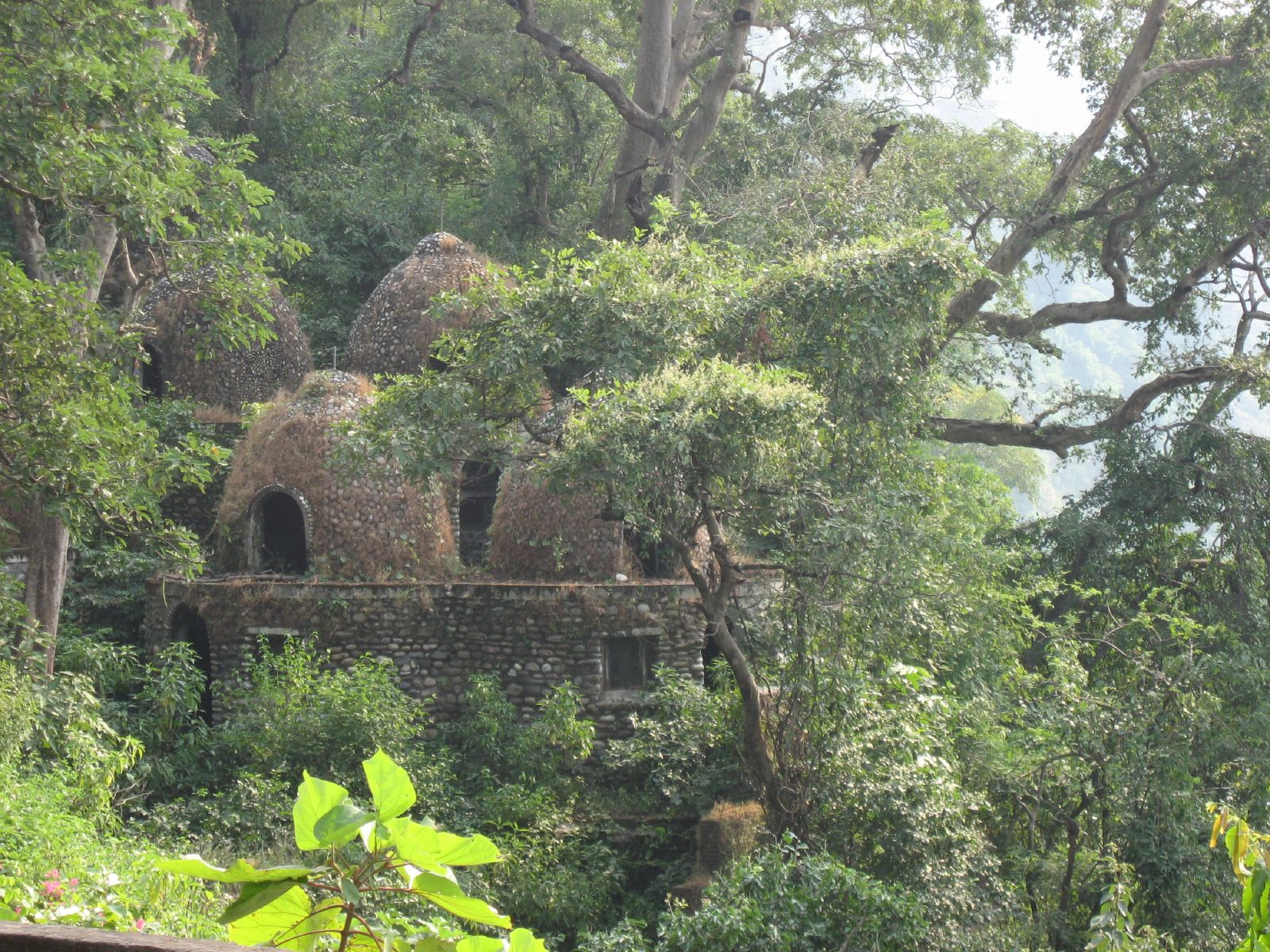
Les chambres de méditation abandonnées de l'āshram de Maharishi Mahesh Yogi.

Dans leur quasi-totalité, les chansons qui figurent sur The Beatles sont conçues durant le séjour du groupe à Rishikesh, dans l’ashram du Maharishi Mahesh Yogi, à la fin de l’hiver et au printemps 1968. Là, dans le nord de l'Inde, ils reçoivent quotidiennement son enseignement sur la Méditation transcendantale, dans ce qui est censé être une véritable retraite, ponctuée de longues périodes de méditation, perçues par les membres du groupe comme un répit spirituel loin de la folie qui, depuis 1963, les entoure dans le monde entier. Une chance, dira John Lennon, « de s’éloigner de tout ». Mais rapidement, John et Paul reprennent leurs habitudes de compositeurs, se retrouvant « clandestinement, les après-midi, dans nos chambres » pour travailler sur de nouvelles chansons.

« Indépendamment de ce que j’étais censé faire ici, j’y ai écrit quelques-unes de mes meilleures chansons. »

— John Lennon
Les Beatles quittent Rishikesh avant la fin du programme d’enseignement qu’ils devaient suivre. Ringo Starr et Paul McCartney sont les premiers à s’en aller. John Lennon et George Harrison désertent les lieux ensemble, un peu plus tard. John Lennon a raconté les circonstances de son départ : c’est en apprenant que le Maharishi aurait fait des avances sexuelles à l’actrice américaine Mia Farrow - présente avec sa sœur Prudence lors de ce séjour - qu’il se met en colère, considère dès lors que le « maître » est un imposteur et compose la chanson accusatrice Sexy Sadie. Prudence Farrow a aussi droit à sa chanson signée Lennon avec Dear Prudence. Il joue d'ailleurs ce titre en picking, selon une technique que lui a enseignée Donovan, une des autres personnalités présentes lors de ce séjour en Inde.

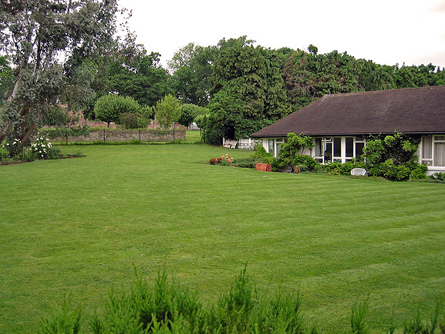
Kinfauns, le domaine de George Harrison, au 16 Claremont Drive à Esher dans le Surrey.

Pas loin de quarante nouvelles chansons sont ainsi créées à Rishikesh. De retour en Angleterre, fin mai 1968, les Beatles se retrouvent à Kinfauns (en), la propriété de George Harrison à Esher dans le Surrey et enregistrent vingt-sept démos desquelles dix-neuf se retrouveront parmi les trente de leur prochain album; c’est le départ de la réalisation de l’« Album blanc ». Des chansons non-utilisées, certaines se retrouveront sur Abbey Road, d'autres sur les disques solos des membres du groupe. C'est le cas de Junk, publiée sur l'album McCartney en 1970, ou de Child of Nature de John Lennon, retravaillée pour devenir Jealous Guy sur l'album Imagine en 1971. La chanson Sour Milk Sea (en) de George Harrison, sera enregistrée par Jackie Lomax et sortie en single. Circles sera retravaillée en 1982 par Harrison pour paraître sur Gone Troppo, tandis que Not Guilty, une troisième chanson du guitariste, enregistrée parmi les démos puis en studio par le groupe, sortira finalement en 1979 en version différente sur son album homonyme. En 1996, la prise 102 sera incluse sur Anthology 3 de même que la composition de Lennon What's the New Mary Jane, elle aussi travaillée en studio mais mise de côté, et sept des démos. En 2018, tous les enregistrements effectués au domaine de Harrison seront réunis dans le disque bonus Esher Demos de la remastérisation du cinquantième anniversaire de l'album.
John Lennon donne ce qui, pour lui, constituera la tonalité générale des séances de l’Album blanc :

« Cela ne m'intéressait pas de faire une suite de Sgt Pepper's. Je ne sais pas si c'était aussi le cas des autres, mais je savais où je voulais aller. Oublier Pepper, très bon disque, OK, mais terminé ! Et revenir à de la musique basique. »

## Enregistrement
Le disque est enregistré entre le 30 mai et le 14 octobre 1968, majoritairement aux studios EMI d’Abbey Road, avec quelques passages aux studios Trident de Londres. Bien que très productives, compte tenu du grand nombre de compositions ramenées du séjour en Inde, les séances d’enregistrement de ce disque sont aussi connues pour avoir été tendues, indisciplinées, fastidieuses, et même amères. La mésentente au sein du groupe, orphelin depuis un an de son mentor, guide et manager Brian Epstein, et perturbé par la présence constante de Yoko Ono dans le studio aux côtés de John Lennon, naît véritablement durant ces quatre mois de l’année 1968 et ne disparaîtra plus. C’est aussi dans le même temps que les Beatles lancent leur compagnie « multimédia », Apple, qui sera elle aussi, une source de tensions pour le groupe.
Habitués à enregistrer seuls en compagnie de l’équipe technique de George Martin et seulement entourés de leurs assistants Neil Aspinall et Mal Evans, Paul McCartney, George Harrison et Ringo Starr doivent désormais s’accommoder de la présence de Yoko Ono avec John et ils le vivent mal. Compte tenu aussi du départ temporaire de Ringo Starr, le groupe ne retrouve sa cohésion qu’épisodiquement au milieu d’une période de réalisation décousue qui se déroule dans une ambiance qui n'est pas toujours la meilleure. Dès le début des séances, quand John Lennon demande de refaire Revolution des dizaines de fois, Paul McCartney en fait de même avec Ob-La-Di, Ob-La-Da, jusqu'à l'écœurement. L'ingénieur du son habituel depuis Revolver, Geoff Emerick, claque la porte en plein milieu des séances. Il faudra continuer sans lui. Même George Martin profite opportunément d'un mois de vacances planifié de longue date, laissant temporairement son rôle à son jeune assistant, Chris Thomas, à moins que ce ne soit aux Beatles eux-mêmes.
L’album sera double, et chacun de ses membres compositeurs y place et y chante donc tout ce qu’il veut. Mais souvent sans plus guère s’occuper des autres. Ainsi, il n'est pas rare que chacun occupe simultanément un des trois studios du complexe EMI et n'utilise ensuite les autres que comme simples accompagnateurs. Il y a cependant quelques exceptions notables, comme lors des enregistrements des titres While My Guitar Gently Weeps, Birthday, Yer Blues, Helter Skelter, où le groupe retrouve toute sa cohésion et se déchaîne... À l’écart de toutes ces tensions, Ringo Starr joue de son mieux, lui qui seul de tous ne semble guère désireux de tirer la couverture à lui. Lassé par ces tensions, il déserte Abbey Road à son tour et part en vacances en Sardaigne en plein cœur des séances. Les Beatles continuent à enregistrer et Paul McCartney tient la batterie sur les titres Back in the U.S.S.R. et Dear Prudence.

« Je suis parti parce que j'éprouvais deux sentiments. Celui de ne pas très bien jouer, celui que les trois autres étaient vraiment heureux et que j'étais un étranger. Je suis allé voir John. […] Je lui ai dit : « Je quitte le groupe parce que je ne joue pas bien. Parce que j'ai l'impression de ne pas être aimé, d'être exclu. Alors que vous êtes tellement proches tous les trois ». John m'a répondu : « Je croyais que c'était vous trois qui étiez très liés ! » Je suis ensuite allé voir Paul et je lui ai dit la même chose. Paul m'a répondu « Je croyais que c'était vous trois ! » Je n'ai pas pris la peine d'aller voir George, j'ai dit : « Je pars en vacances ». J'ai pris les gosses et je suis parti pour la Sardaigne. »

— Ringo Starr
Ringo finit par revenir pour découvrir sa batterie couverte de fleurs dans le studio 2 d'Abbey Road. Il sera d'ailleurs le seul à rester en bons termes avec les trois autres lors de la séparation, et il les fera tous participer — séparément — à son album Ringo en 1973. Malgré cette accumulation de problèmes, cette mésentente croissante, la qualité des compositions de John Lennon, Paul McCartney et George Harrison (Ringo Starr y va aussi de son tout premier titre Don't Pass Me By), l’extraordinaire période créative qu’ils ont vécue entre février et avril 1968 à Rishikesh, permet aux Beatles de se maintenir à un niveau de qualité particulièrement élevé, pour publier un disque qui aura toute sa place dans leur légende... et dans l'histoire du rock.
C'est d'ailleurs pendant ces séances compliquées que les Beatles enregistrent — entre le 29 et le 31 juillet dans les studios Trident, qui disposent d'un 8-pistes — un de leurs plus gros tubes, no 1 des deux côtés de l'Atlantique et un peu partout dans le monde malgré une longueur exceptionnelle : 7 minutes. Il s'agit bien sûr de Hey Jude que Paul McCartney écrit pour réconforter Julian Lennon, 5 ans, au moment où son père John et sa mère Cynthia se séparent... Hey Jude est publié en single le 30 août avec en face B une version du Revolution de John Lennon différente de celle qui figurera sur l’Album blanc.
On prévoit produire un concert télévisé de certaines chansons de cet album mais sa réalisation doit être repoussée. Le projet se transforme rapidement en séances de répétitions et d'enregistrement de nouvelles chansons qui seront publiées, un an plus tard, sur l'album Let It Be. Le film Let It Be, aussi sorti en 1970, et le documentaire The Beatles: Get Back, en 2021, seront tirés de ces nombreuses heures de tournage.

## Analyse musicale
Cet album regroupe trente titres dont quatre compositions de George Harrison, parmi lesquelles le célèbre While My Guitar Gently Weeps avec un solo d'Eric Clapton. L'album se compose de recherches éparses, un mélange de titres que chacun arrange dans son coin aux studios d'Abbey Road.
Une production avec des orchestres, des guitares acoustiques pour la moitié des chansons et des mixages élaborés, mais plus guère d’unité hormis quelques brèves références mutuelles des chansons entre elles. Même l’humour (Back in the U.S.S.R. en référence au Back in the USA de Chuck Berry, et plaçant l’expression « Georgia... is on my mind ») ne semble plus percuter. Cet album est presque aux antipodes du précédent. Inspiré des travaux d’Edgar Varèse, le montage expérimental Revolution 9 de John et Yoko, déconcerte le public. George Martin trouvait que cette pièce n'était pas du « Beatles » et McCartney, hors du pays lors de cet enregistrement, a vainement tenté de la retirer de l'album.
Paul McCartney se comporte en formidable touche à tout musical : ballades acoustiques (Blackbird, Mother Nature's Son, I Will), pur rock 'n' roll (Back in the U.S.S.R., Birthday), hard rock avant l'heure (Helter Skelter), ragtime (Martha My Dear), ska (Ob-La-Di, Ob-La-Da), country (Rocky Raccoon), jazz façon music-hall (Honey Pie), etc. John Lennon, pour sa part, profite de l’inspiration qui l’a saisi à Rishikesh et de sa nouvelle muse, Yoko Ono, pour se montrer tout aussi brillant que son partenaire, mais d’une autre façon. En se mettant à nu (I'm So Tired, Julia, Happiness Is a Warm Gun, Yer Blues) en s'affichant mordant (Sexy Sadie), observateur (Dear Prudence), iconoclaste (Glass Onion), engagé (Revolution), expérimental (Revolution 9), en faisant dans la dérision, comme dans The Continuing Story of Bungalow Bill ou Everybody's Got Something to Hide Except Me and My Monkey. Il compose même la berceuse qui clôture le disque, Good Night, qu’il offre à Ringo Starr. George Harrison, aussi inspiré que ses partenaires, signe l’excellent Savoy Truffle, un titre entièrement dédié au chocolat, le contestataire Piggies, ou le poignant Long, Long, Long. Il est aussi l'auteur d'une de ses plus belles chansons avec les Beatles, While My Guitar Gently Weeps, pour laquelle il invite son copain Eric Clapton à jouer le solo de guitare. Sa présence arrive à point car il oblige le groupe à montrer toute sa cohésion et à mettre temporairement de côté l'ensemble des problèmes relationnels qui l’affecte. C'est aussi durant ces séances de l'été-automne 1968 qu'il compose son plus grand tube, Something, que l'on retrouvera un an plus tard sur l'album Abbey Road. Ringo Starr y va lui aussi de sa création, la toute première avec les Beatles : Don't Pass Me By qui date déjà de quelques années. Toute la richesse de l’Album blanc est là, non pas dans la qualité d’une écriture commune, mais dans celle de quatre auteurs au sommet de leur art.

## Pochette
(mai 2024).
Le contenu est difficilement compréhensible vu les erreurs de traduction, qui sont peut-être dues à l'utilisation d'un logiciel de traduction automatique.

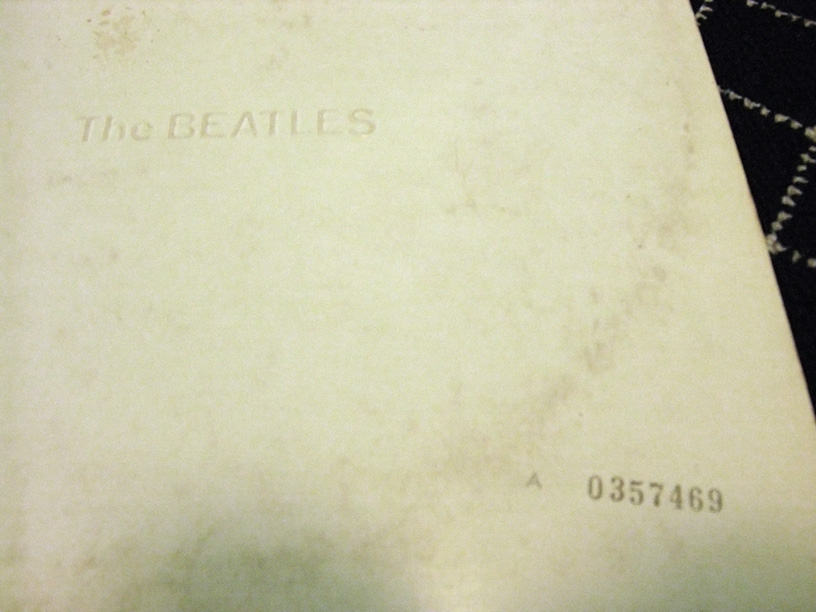
Numéro de série sur la couverture de la pochette.

La couverture de la pochette est entièrement blanche, sobriété marquant un contraste frappant avec Sergeant Pepper, leur album précédent, dont la pochette fastueuse et colorée est due à Peter Blake et Jann Haworth. Tout aussi épuré, le titre, The Beatles, est embossé sur la pochette qui s'ouvre où est imprimé à l'intérieur à gauche la liste des 30 morceaux, et à droite, les quatre portraits des membres du groupe, en noir et blanc, prises par John Kelly. La pochette cache les mêmes quatre portraits individuels des Beatles, en couleurs cette fois. La conception graphique est née d'une rencontre entre Paul McCartney, le galériste Robert Fraser et l'artiste Richard Hamilton qui planifaient faire au départ un collage avec des photos variées des Beatles, de leur enfance à d'autres contemporaines ayant plus ou moins rapport entre elles. Cette idée fut finalement incluse, adjointe dans la pochette, sous la forme d'une affiche à déplier sur un fond blanc exécutée par Hamilton avec le texte des chansons imprimés au verso.
Chaque pochette de la série initiale se verra tamponnée d'un numéro différent situé en bas à droite, prouesse technique d'impression qui ne sera pas renouvelée pour les sorties ultérieures de l'album en version CD - sauf pour la version du trentième anniversaire de sa sortie et la version Super Deluxe de l'édition du cinquantième. Les quatre premiers numéros du pressage britannique original EMI ont été remis aux membres des Beatles. Le 24 novembre 2008, un collectionneur autrichien de vinyles a acheté l'exemplaire numéroté 5 sur eBay pour 24 550 euros et, en 2015, Ringo Starr a vendu son propre album, comportant le numéro 1, pour la somme de 790 000 dollars lors d'un encan.

## Réception
À sa sortie, l'album connaît un énorme succès commercial, passant un total de huit semaines à la première place des charts britanniques (à compter du 7 décembre 1968) et neuf aux États-Unis, à partir du 28 décembre 1968. Le nombre total des ventes aux États-Unis est estimé à plus de 24 millions d'exemplaires, ce qui le consacre 24 fois disque de platine. Il devient de ce fait le quatrième album le plus vendu sur le territoire américain, selon la Recording Industry Association of America.
Parmi le courrier des lecteurs du New Musical Express en 1968, une lettre de Peter Lawrence dit : « Le nouvel album des Beatles est la meilleure chose à sortir d'un studio d'enregistrement ces dernières années ». Dans le Melody Maker, Munro Teale écrit : « Aujourd'hui, je revends mes huit albums des Beatles. Adieu, les visages souriants qui chantaient de bonnes chansons avec des accompagnements mélodiques. Nous devons désormais écouter ces incroyables bêtises pleines de gimmicks ».
« Est-ce la fin des Beatles ? » s’interroge en France le magazine Rock & Folk au moment de la sortie du disque.
En 1997, The Beatles a été classé au 10e rang des plus grands albums de tous les temps par un sondage mené en Grande-Bretagne par HMV, Channel 4, The Guardian et Classic FM. Les lecteurs de Q magazine l’ont placé au 7e rang de la liste des 100 meilleurs albums britanniques. En 2001, le réseau télévisé VH1 l’a classé à la 11e place. En 2006, l’Album blanc figurait dans la liste des 100 meilleurs disques de tous les temps du Time, et dans ses fameuses éditions de 2003 et 2012 consacrées aux 500 plus grands albums de tous les temps, le magazine Rolling Stone l’a installé à la 10e place. Le site Internet américain Pitchfork lui décerna la note maximale de 10/10, tout comme à cinq autres albums studio du groupe (Abbey Road, Magical Mystery Tour, Revolver, Rubber Soul et Sgt. Pepper's Lonely Hearts Club Band). Il est également cité dans l'ouvrage de référence de Robert Dimery Les 1001 albums qu'il faut avoir écoutés dans sa vie et dans un très grand nombre d'autres listes similaires.
En 2000 il reçoit le Grammy Hall of Fame Award.

## Charles Manson
Charles Manson a entendu dans l’Album blanc, en particulier sur Helter Skelter et sur Piggies, un appel au meurtre où dans un futur proche, les Noirs prendraient l'ascendant sur les Blancs (les Beatles étant les quatre cavaliers de l'apocalypse). Charles Manson fait donc commettre des meurtres pour en faire accuser la population noire. En août 1969, à Los Angeles, ses fidèles assassinent ainsi, sous ses ordres, la femme de Roman Polanski, l'actrice Sharon Tate (ainsi que l'enfant qu'elle portait) et quatre autres personnes, et auraient chanté en chœur le Piggies de George Harrison, dans la voiture après avoir commis leur crime. Le mot « pig » (« flic ») est écrit avec le sang des victimes sur la porte d'entrée. Le lendemain, ils tuent deux autres personnes et écrivent avec le sang des victimes « Death to pigs » (« mort aux flics ») et « Rise » (« lève-toi ») sur un mur, et « Healter Skelter » (« Helter Skelter » mal orthographié) sur un réfrigérateur.

« Je ne vois pas ce que Helter Skelter a à voir avec l'idée de poignarder quelqu'un. Je ne l'ai jamais vraiment écoutée, c'était juste du bruit. »

— John Lennon, 1970, dans Rolling Stone.

## Liste des chansons

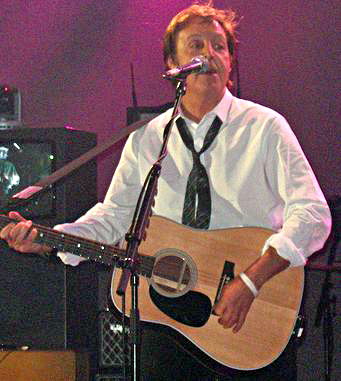
Paul McCartney interprète la chanson "Blackbird" lors de sa prestation aux BBC Electric Proms, à Londres.

### Disque 1
Toutes les chansons sont écrites et composées par John Lennon et Paul McCartney, sauf mention contraire.
| 1. | Back in the U.S.S.R.                  |                 | Paul McCartney  | 2:45 |
| 2. | Dear Prudence                         |                 | John Lennon     | 3:57 |
| 3. | Glass Onion                           |                 | John Lennon     | 2:19 |
| 4. | Ob-La-Di, Ob-La-Da                    |                 | Paul McCartney  | 3:10 |
| 5. | Wild Honey Pie                        |                 | Paul McCartney  | 0:54 |
| 6. | The Continuing Story of Bungalow Bill |                 | John Lennon     | 3:16 |
| 7. | While My Guitar Gently Weeps          | George Harrison | George Harrison | 4:46 |
| 8. | Happiness Is a Warm Gun               |                 | John Lennon     | 2:46 |

| 9.  | Martha My Dear                  |                 | Paul McCartney  | 2:30 |
| 10. | I'm So Tired                    |                 | John Lennon     | 2:05 |
| 11. | Blackbird                       |                 | Paul McCartney  | 2:20 |
| 12. | Piggies                         | George Harrison | George Harrison | 2:06 |
| 13. | Rocky Raccoon                   |                 | Paul McCartney  | 3:35 |
| 14. | Don't Pass Me By                | Richard Starkey | Ringo Starr     | 3:52 |
| 15. | Why Don't We Do It in the Road? |                 | Paul McCartney  | 1:43 |
| 16. | I Will                          |                 | Paul McCartney  | 1:47 |
| 17. | Julia                           |                 | John Lennon     | 3:00 |

### Disque 2
| 1. | Birthday                                                  |                 | Paul McCartney  | 2:45 |
| 2. | Yer Blues                                                 |                 | John Lennon     | 4:02 |
| 3. | Mother Nature's Son                                       |                 | Paul McCartney  | 2:50 |
| 4. | Everybody's Got Something to Hide Except Me and My Monkey |                 | John Lennon     | 2:38 |
| 5. | Sexy Sadie                                                |                 | John Lennon     | 3:17 |
| 6. | Helter Skelter                                            |                 | Paul McCartney  | 4:31 |
| 7. | Long, Long, Long                                          | George Harrison | George Harrison | 3:08 |

| 8.  | Revolution 1  |                                        | John Lennon     | 4:17 |
| 9.  | Honey Pie     |                                        | Paul McCartney  | 2:43 |
| 10. | Savoy Truffle | George Harrison                        | George Harrison | 2:56 |
| 11. | Cry Baby Cry  |                                        | John Lennon     | 3:04 |
| 12. | Revolution 9  | réalisation de John Lennon et Yoko Ono | Montage sonore  | 8:24 |
| 13. | Good Night    |                                        | Ringo Starr     | 3:17 |

## Personnel

### The Beatles
- John Lennon – Chant, chœurs et harmonie vocales, guitares acoustique, rythmique, solo et basse, piano, orgue Hammond, harmonium, Mellotron, harmonica, saxophone, percussions et batterie (Back in the U.S.S.R.), bandes magnétiques, effets sonores.
- Paul McCartney – Chant, chœurs et harmonie vocales, guitares basse, acoustique, rythmique et solo, pianos acoustique et électrique, orgue Hammond, percussions et batterie (Back in the U.S.S.R., Dear Prudence, Wild Honey Pie et Martha My Dear), flûte à bec (Glass Onion).
- George Harrison – Chant, chœurs et harmonie vocales, guitares acoustique, rythmique, solo et basse, orgue Hammond (While My Guitar Gently Weeps et Savoy Truffle), percussions et batterie (Back in the U.S.S.R.), effets sonores.
- Ringo Starr – Chant (Don't Pass Me By, Good Night) et chœurs (The Continuing Story of Bungalow Bill), batterie et percussions, piano et cloche de traîneau (Don't Pass Me By).

### Musiciens invités
- George Martin – celesta sur Good Night, piano bastringue sur Rocky Raccoon.
- Eric Clapton - guitare solo While My Guitar Gently Weeps.
- Mal Evans - harmonies vocales et claquements de mains sur Dear Prudence, claquements de mains sur Birthday, trompette sur Helter Skelter.
- Jackie Lomax - chœurs et claquements de mains sur Dear Prudence.
- Jack Fallon - fiddle sur Don't Pass Me By.
- Yoko Ono - chant, chœurs et claquements de mains sur Bungalow Bill, chœurs sur Birthday, effets sonores divers sur Revolution 9.
- Maureen Starkey - chœurs et claquements de mains sur Bungalow Bill.
- Pattie Harrison - chœurs sur Birthday.

### Musiciens de séances
Glass Onion
- Henry Datyner, Eric Bowie, Norman Lederman et Ronald Thomas - violons.
- John Underwood et Keith Cummings - violon alto.
- Eldon Fox et Reginald Kirby - violoncelle.

The Continuing Story of Bungalow Bill
- Chris Thomas - Mellotron, chœurs, claquements de mains

Martha My Dear
- Ted Barker - trombone.
- Leon Calvert - trompette et bugle.
- Stanley Reynolds et Ronnie Hughes - trompette.
- Tony Tunstall - cor français.
- Alf Reece - tuba.
- Bernard Miller, Dennis McConnell, Lou Soufier et Les Maddox - violons.
- Leo Birnbaum et Henry Myerscough - violon alto.
- Frederick Alexander et Reginald Kirby - violoncelle.

Honey Pie
- Harry Klein, Dennis Walton, Ronald Chamberlain, Jim Chest et Rex Morris - saxophone.
- Raymond Newman et David Smith - clarinette.

Savoy Truffle
- Harry Klein - saxophone.
- Art Ellefson, Danny Moss et Derek Collins - saxophone ténor.
- Ronnie Ross et Bernard George - saxophone baryton.

Good Night
- The Mike Sammes Singers - chœurs.

## Rééditions
Dans la foulée de la réédition de tous les disques des Beatles en 1987, ce disque a été réédité en CD la première fois le 25 août simultanément à Yellow Submarine. L’« Album blanc » atteint la 18e position du palmarès. Ces disques étaient présentés dans un emballage de style « jewel case ». Une autre édition a été commercialisée à l’occasion du 30e anniversaire de sa sortie en 1998. L'album double était cette fois placé dans un emballage de carton similaire à la version d’origine, numérotés et recouvert d’une jaquette en plastique transparent.
La remastérisation du 9 septembre 2009 élimine les boîtiers en plastique pour des pochettes cartonnées. Contrairement aux autres albums qui s'ouvrent en trois parties, celui-ci possède quatre sections et inséré dans une jaquette. La pochette de droite contient le livret qui possède les paroles et deux textes, un sur l'historique du disque (par Kevin Howlett et Mike Heatley) et l'autre sur l'enregistrement de l'album (par Allan Rouse et Howlett). Dans la pochette de gauche on retrouve le poster, en petit format mais à l'identique, et les deux disques sont insérés dans les parties centrales. Les photos individuelles sont imprimées à l’intérieur de la pochette et, sur les disques, l'étiquette du label « Apple », la pomme verte sur le premier disque et la pomme coupée sur le second.

### 50eanniversaire
Albums de The Beatles
The Beatles Christmas Record Box
(2017) Abbey Road Anniversary Editions
(2019)
Le 9 novembre 2018, des éditions du 50e anniversaire de la sortie de cet album double sont publiées. Cette réédition atteindra la 2e place des charts anglais, et la 5e place du palmarès Billboard pendant la semaine du 15 novembre.

#### Album originel remixé
L'album originel est remixé par le producteur Giles Martin (le fils de George Martin) et l'ingénieur du son Sam Okell aux studios Abbey Road, les mêmes qui ont remastérisé et modernisé le son de la réédition de Sgt. Pepper's Lonely Hearts Club Band l’année précédente. Contrairement à la remastérisation de Sgt Pepper, Martin utilise comme guide la version stéréo et non la version mono et elle est mise en marché en vinyle 180 grammes. Il inclut le poster et les quatre portraits individuels des musiciens.

#### VersionDeluxe
Cette édition inclut l'album originel remixé, cette fois en CD, en plus d'un livret de 24 pages. En supplément, on y trouve un troisième disque avec les enregistrements démos effectués à la fin mai 1968 par le groupe dans le manoir Kinfauns de George Harrison à Esher, au retour de leur escapade en Inde. L'utilisation d'un enregistreur Ampex quatre-pistes a permis de faire des overdubs sur ces maquettes. Les chansons, mixées en stéréo, sont placées dans le même ordre que sur l'album originel suivies des huit chansons qui ne seront pas incluses dans celui-ci. Giles Martin décrit ce disque comme étant essentiellement les « Beatles unplugged ».
Il inclut aussi le poster en format réduit, mais sans les quatre portraits individuels des musiciens qui sont tout de même imprimés sur la pochette. Cette collection est aussi disponible dans une version vinyle en quatre disques avec tous les suppléments imprimés pleine grandeur.

#### VersionSuper Deluxe
Cette version en six CD et un disque Blu-ray comprend encore l'album double originel remixé et le disque des maquettes enregistrées à Esher. De plus, une cinquantaine de versions primitives ou inachevées de chansons du disque ou enregistrées à la même époque sont compilées sur trois CD en ordre chronologique du début de leur enregistrement. Des quatre disques de suppléments, quelques-unes de ces chansons seront finalisées pour une sortie en 45 tours (par exemple Lady Madonna), sur d’autres albums des Beatles (Let It Be sur l’album homonyme) ou en solo (Junk sur le premier album de McCartney). La chanson Sour Milk Sea de Harrison sera enregistrée par Jackie Lomax et quelques improvisations sont entendues ici pour la première fois (Blue Moon). Finalement, le disque Blu-ray possède des mixages audio son « DTS HD Master Audio 5.1 », « Dolby TrueHD 5.1 » et « LPCM Stéréo » et une version haute résolution audio (en) (96KHz/24bits). De plus, une version remixée de l’album en mono est incluse sur ce disque vidéo. La collection tient dans un livre à couverture rigide de 164 pages qui comprend aussi le poster et les quatre portraits. Les exemplaires sont numérotés.

#### Clips
Un clip vidéo promotionnel de la chanson Glass Onion est mis en ligne sur Apple Music le 30 octobre 2018. Le poster offert avec l'album originel sert de toile de fond à ce montage de photos, d'animation et de séquences d'autres films promotionnels. Il est produit par Richard Barnett et Layla Atkinson de la boîte Trunk Animation, la réalisation est l'œuvre du duo Alasdair+Jock, Alasdair Brotherston et Jock Mooney.
Un second clip est publié la semaine suivante, le 7 novembre 2018, cette fois de la chanson Back in the U.S.S.R.. Il utilise des images d'époque en noir et blanc, souvent teintée de vert, sur lesquelles on peut y lire les paroles.

## Reprises, adaptations, hommages
En 2004, le DJ/producteur Danger Mouse reprend des chansons de l’Album blanc dans The Grey Album, un album de remixes mashup mêlant des samples des Beatles avec des versions a cappella du Black Album du rappeur Jay-Z.
En 2018 et 2019, le quintette néerlandais The Analogues, renforcé par plusieurs musiciens additionnels, a assuré la reprise intégrale et dans l'ordre des titres du double album, y compris, grâce à un astucieux subterfuge scénique, le montage Revolution  9. Ce groupe, qui se consacre à l’interprétation en public des œuvres jamais jouées par les Beatles sur scène, a présenté ce spectacle lors d’une tournée comprenant les Pays-Bas, la Belgique, l’Allemagne et le Royaume-Uni.
En 2023, dans la chanson Le film de ma vie, Louis Bertignac se souvient : « Lycée Carnot, la semaine / Et l’album blanc dans mes oreilles tout le week-end ».